# Llista d'espècies de tetragnàtids (A-N)
Llista d'espècies de tetragnàtids, per ordre alfabètic, de la lletra A a la N, descrites fins al 2 de novembre de 2006.
- Per a més informació, vegeu la Llista d'espècies de tetragnàtids
- Per conèixer la resta d'espècies vegeu la Llista d'espècies de tetragnàtids (O-Z).

| Directori A B C E F G H I K L M N |

## A

### Agriognatha
Agriognatha O. P.-Cambridge, 1896
- Agriognatha argyra Bryant, 1945 (Hispaniola)
- Agriognatha bella O. P.-Cambridge, 1896 (Costa Rica)
- Agriognatha bryantae Chickering, 1956 (Jamaica)
- Agriognatha espanola Bryant, 1945 (Hispaniola)
- Agriognatha insolita Chickering, 1956 (Panamà)
- Agriognatha lactescens Mello-Leitão, 1947 (Brasil)
- Agriognatha lepida (O. P.-Cambridge, 1889) (Panamà)
- Agriognatha pachygnathoides (O. P.-Cambridge, 1894) (Panamà)
- Agriognatha rucilla Bryant, 1945 (Hispaniola)
- Agriognatha simoni Bryant, 1940 (Cuba)

### Alcimosphenus
Alcimosphenus Simon, 1895
- Alcimosphenus licinus Simon, 1895 (Índies Occidentals)

### Antillognatha
Antillognatha Bryant, 1945
- Antillognatha lucida Bryant, 1945 (Hispaniola)

### Atelidea
Atelidea Simon, 1895
- Atelidea globosa Yamaguchi, 1957 (Japó)
- Atelidea spinosa Simon, 1895 (Sri Lanka)

### Atimiosa
Atimiosa Simon, 1895
- Atimiosa comorensis Schmidt & Krause, 1993 (Illes Comoro)
- Atimiosa quinquemucronata Simon, 1895 (Sri Lanka)

### Azilia
Azilia Keyserling, 1881
- Azilia affinis O. P.-Cambridge, 1893 (EUA fins a Panamà)
- Azilia boudeti Simon, 1895 (Brasil)
- Azilia eximia (Mello-Leitão, 1940) (Brasil)
- Azilia formosa Keyserling, 1881 (Perú)
- Azilia guatemalensis O. P.-Cambridge, 1889 (Amèrica Central fins a Perú, Saint Vincent)
- Azilia histrio Simon, 1895 (Brasil)
- Azilia marmorata Mello-Leitão, 1948 (Guyana)
- Azilia montana Bryant, 1940 (Cuba)
- Azilia rojasi Simon, 1895 (Veneçuela)
- Azilia vachoni (Caporiacco, 1954) (Guaiana Francesa)

## C

### Chrysometa
Chrysometa Simon, 1894
- Chrysometa adelis Levi, 1986 (Colòmbia)
- Chrysometa alajuela Levi, 1986 (Costa Rica fins a Colòmbia)
- Chrysometa alboguttata (O. P.-Cambridge, 1889) (Mèxic fins a Colòmbia)
- Chrysometa allija Levi, 1986 (Ecuador)
- Chrysometa antonio Levi, 1986 (Colòmbia)
- Chrysometa aramba Levi, 1986 (Brasil)
- Chrysometa aureola (Keyserling, 1884) (Brasil, Trinidad)
- Chrysometa banos Levi, 1986 (Ecuador)
- Chrysometa bella (Banks, 1909) (Costa Rica)
- Chrysometa bigibbosa (Keyserling, 1864) (Colòmbia)
- Chrysometa bolivari Levi, 1986 (Ecuador)
- Chrysometa Bolívia Levi, 1986 (Bolívia, Colòmbia)
- Chrysometa boquete Levi, 1986 (Panamà, Colòmbia)
- Chrysometa boraceia Levi, 1986 (Brasil, Paraguai)
- Chrysometa brevipes (O. P.-Cambridge, 1889) (Mèxic, Guatemala)
- Chrysometa browni Levi, 1986 (Ecuador)
- Chrysometa buenaventura Levi, 1986 (Colòmbia)
- Chrysometa buga Levi, 1986 (Colòmbia)
- Chrysometa butamalal Levi, 1986 (Xile)
- Chrysometa cali Levi, 1986 (Colòmbia)
- Chrysometa calima Levi, 1986 (Colòmbia)
- Chrysometa cambara Levi, 1986 (Brasil)
- Chrysometa carmelo Levi, 1986 (Colòmbia)
- Chrysometa cebolleta Levi, 1986 (Colòmbia)
- Chrysometa chica Levi, 1986 (Ecuador)
- Chrysometa chipinque Levi, 1986 (Mèxic, Guatemala)
- Chrysometa choroni Levi, 1986 (Veneçuela)
- Chrysometa chulumani Levi, 1986 (Bolívia)
- Chrysometa churitepui Levi, 1986 (Veneçuela)
- Chrysometa claudia Levi, 1986 (Veneçuela)
- Chrysometa columbicola Strand, 1916 (Colòmbia)
- Chrysometa conspersa (Bryant, 1945) (Hispaniola)
- Chrysometa cornuta (Bryant, 1945) (Hispaniola)
- Chrysometa craigae Levi, 1986 (Costa Rica)
- Chrysometa cuenca Levi, 1986 (Ecuador)
- Chrysometa decolorata (O. P.-Cambridge, 1889) (Guatemala)
- Chrysometa digua Levi, 1986 (Colòmbia)
- Chrysometa distincta (Bryant, 1940) (Cuba)
- Chrysometa donachui Levi, 1986 (Colòmbia)
- Chrysometa duida Levi, 1986 (Veneçuela)
- Chrysometa eberhardi Levi, 1986 (Colòmbia)
- Chrysometa ecarup Levi, 1986 (Colòmbia)
- Chrysometa eugeni Levi, 1986 (Saint Vincent)
- Chrysometa explorans (Chamberlin, 1916) (Perú)
- Chrysometa fidelia Levi, 1986 (Colòmbia)
- Chrysometa flava (O. P.-Cambridge, 1894) (Mèxic fins a Brasil)
- Chrysometa flavicans (Caporiacco, 1947) (Guyana, Surinam, Brasil)
- Chrysometa fuscolimbata (Archer, 1958) (Jamaica)
- Chrysometa Guadalupensis Levi, 1986 (Guadalupe)
- Chrysometa guttata (Keyserling, 1881) (Colòmbia, Veneçuela, Perú, Brasil)
- Chrysometa hamata (Bryant, 1942) (Puerto Rico)
- Chrysometa heredia Levi, 1986 (Costa Rica)
- Chrysometa huanuco Levi, 1986 (Perú)
- Chrysometa huila Levi, 1986 (Colòmbia, Ecuador)
- Chrysometa incachaca Levi, 1986 (Colòmbia)
- Chrysometa itaimba Levi, 1986 (Brasil)
- Chrysometa jayuyensis (Petrunkevitch, 1930) (Puerto Rico)
- Chrysometa jelskii Levi, 1986 (Perú)
- Chrysometa jordao Levi, 1986 (Brasil)
- Chrysometa keyserlingi Levi, 1986 (Colòmbia)
- Chrysometa kochalkai Levi, 1986 (Colòmbia)
- Chrysometa lancetilla Levi, 1986 (Hondures)
- Chrysometa lapazensis Levi, 1986 (Bolívia)
- Chrysometa lepida (Keyserling, 1881) (Perú)
- Chrysometa linguiformis (Franganillo, 1930) (Cuba, Jamaica)
- Chrysometa ludibunda (Keyserling, 1893) (Brasil, Paraguai)
- Chrysometa luisi Levi, 1986 (Ecuador)
- Chrysometa machala Levi, 1986 (Ecuador, Perú)
- Chrysometa macintyrei Levi, 1986 (Ecuador)
- Chrysometa macuchi Levi, 1986 (Ecuador, Perú)
- Chrysometa maculata (Bryant, 1945) (Hispaniola)
- Chrysometa magdalena Levi, 1986 (Colòmbia)
- Chrysometa malkini Levi, 1986 (Colòmbia)
- Chrysometa marta Levi, 1986 (Colòmbia)
- Chrysometa merida Levi, 1986 (Veneçuela)
- Chrysometa minuta (Keyserling, 1883) (Brasil)
- Chrysometa minza Levi, 1986 (Ecuador)
- Chrysometa monticola (Keyserling, 1883) (Perú)
- Chrysometa muerte Levi, 1986 (Costa Rica fins a Colòmbia)
- Chrysometa niebla Levi, 1986 (Colòmbia)
- Chrysometa nigroventris (Keyserling, 1879) (Colòmbia or Panamà)
- Chrysometa nigrovittata (Keyserling, 1865) (Colòmbia, Ecuador)
- Chrysometa nuboso Levi, 1986 (Costa Rica)
- Chrysometa nuevagranada Levi, 1986 (Colòmbia)
- Chrysometa obscura (Bryant, 1945) (Hispaniola)
- Chrysometa opulenta (Keyserling, 1881) (Perú, Brasil)
- Chrysometa otavalo Levi, 1986 (Ecuador)
- Chrysometa palenque Levi, 1986 (Mèxic fins a Hondures)
- Chrysometa pecki Levi, 1986 (Jamaica)
- Chrysometa penai Levi, 1986 (Ecuador)
- Chrysometa pichincha Levi, 1986 (Ecuador)
- Chrysometa pilimbala Levi, 1986 (Colòmbia)
- Chrysometa plana Levi, 1986 (Ecuador)
- Chrysometa poas Levi, 1986 (Mèxic fins a Panamà)
- Chrysometa puebla Levi, 1986 (Mèxic)
- Chrysometa purace Levi, 1986 (Colòmbia)
- Chrysometa ramon Levi, 1986 (Perú)
- Chrysometa raripila (Keyserling, 1893) (Brasil)
- Chrysometa rincon Levi, 1986 (Mèxic)
- Chrysometa rubromaculata (Keyserling, 1864) (Colòmbia or Panamà)
- Chrysometa sabana Levi, 1986 (Hispaniola)
- Chrysometa saladito Levi, 1986 (Colòmbia)
- Chrysometa saramacca Levi, 1986 (Surinam, Veneçuela, Perú)
- Chrysometa satulla (Keyserling, 1881) (Perú)
- Chrysometa satura Levi, 1986 (Costa Rica)
- Chrysometa schneblei Levi, 1986 (Colòmbia, Ecuador)
- Chrysometa serachui Levi, 1986 (Colòmbia)
- Chrysometa sevillano Levi, 1986 (Colòmbia)
- Chrysometa sicki Levi, 1986 (Brasil)
- Chrysometa sondo Levi, 1986 (Colòmbia)
- Chrysometa sumare Levi, 1986 (Brasil)
- Chrysometa sztolcmani Levi, 1986 (Perú)
- Chrysometa tenuipes (Keyserling, 1864) (Colòmbia)
- Chrysometa tinajillas Levi, 1986 (Ecuador)
- Chrysometa troya Levi, 1986 (Ecuador)
- Chrysometa tungurahua Levi, 1986 (Ecuador)
- Chrysometa uaza Levi, 1986 (Ecuador, Colòmbia)
- Chrysometa unicolor (Keyserling, 1881) (Colòmbia or Panamà)
- Chrysometa universitaria Levi, 1986 (Costa Rica, Panamà)
- Chrysometa ura Levi, 1986 (Ecuador)
- Chrysometa utcuyacu Levi, 1986 (Perú)
- Chrysometa valle Levi, 1986 (Colòmbia)
- Chrysometa xavantina Levi, 1986 (Brasil)
- Chrysometa yotoco Levi, 1986 (Colòmbia, Veneçuela)
- Chrysometa yungas Levi, 1986 (Bolívia)
- Chrysometa yunque Levi, 1986 (Puerto Rico)
- Chrysometa zelotypa (Keyserling, 1883) (Costa Rica fins a Perú)

### Cyrtognatha
Cyrtognatha Keyserling, 1881
- Cyrtognatha aproducta Franganillo, 1926 (Cuba)
- Cyrtognatha exilima Mello-Leitão, 1943 (Brasil)
- Cyrtognatha globosa Petrunkevitch, 1925 (Panamà)
- Cyrtognatha nigrovittata Keyserling, 1881 (Perú)
- Cyrtognatha serrata Simon, 1897 (Saint Vincent)

## D

### Deliochus
Deliochus Simon, 1894
- Deliochus pulcher Rainbow, 1916 (Queensland)
  - Deliochus pulcher melanius Rainbow, 1916 (Queensland)
- Deliochus zelivira Keyserling, 1887 (Austràlia, Tasmània)

### Dianleucauge
Dianleucauge Song & Zhu, 1994
- Dianleucauge deelemanae Song & Zhu, 1994 (Xina)

### Diphya
Diphya Nicolet, 1849
- Diphya bicolor Vellard, 1926 (Brasil)
- Diphya limbata Simon, 1896 (Xile, Argentina)
- Diphya macrophthalma Nicolet, 1849 (Xile)
- Diphya okumae Tanikawa, 1995 (Xina, Corea, Japó)
- Diphya pumila Simon, 1888 (Madagascar)
- Diphya qianica Zhu, Song & Zhang, 2003 (Xina)
- Diphya simoni Kauri, 1950 (Sud-àfrica)
- Diphya spinifera Tullgren, 1902 (Xile)
- Diphya taiwanica Tanikawa, 1995 (Taiwan)

### Dolichognatha
Dolichognatha O. P.-Cambridge, 1869
- Dolichognatha aethiopica Tullgren, 1910 (Àfrica Oriental)
- Dolichognatha baforti (Legendre, 1967) (Congo)
- Dolichognatha cygnea (Simon, 1893) (Veneçuela)
- Dolichognatha ducke Lise, 1993 (Brasil)
- Dolichognatha edwardsi (Simon, 1904) (Xile)
- Dolichognatha erwini Brescovit & Cunha, 2001 (Brasil)
- Dolichognatha kampa Brescovit & Cunha, 2001 (Brasil)
- Dolichognatha kratochvili (Lessert, 1938) (Congo)
- Dolichognatha lodiculafaciens (Hingston, 1932) (Guyana)
- Dolichognatha longiceps (Thorell, 1895) (Myanmar)
- Dolichognatha mandibularis (Thorell, 1894) (Sumatra)
- Dolichognatha mapia Brescovit & Cunha, 2001 (Brasil)
- Dolichognatha maturaca Lise, 1993 (Brasil)
- Dolichognatha minuscula (Mello-Leitão, 1940) (Guyana)
- Dolichognatha nietneri O. P.-Cambridge, 1869 (Sri Lanka)
- Dolichognatha pentagona (Hentz, 1850) (EUA fins a Veneçuela)
- Dolichognatha petiti (Simon, 1884) (Congo, Bioko)
- Dolichognatha pinheiral Brescovit & Cunha, 2001 (Brasil)
- Dolichognatha proserpina (Mello-Leitão, 1943) (Brasil)
- Dolichognatha quadrituberculata (Keyserling, 1883) (Perú)
- Dolichognatha richardi (Marples, 1955) (Samoa)
- Dolichognatha spinosa (Petrunkevitch, 1939) (Panamà)
- Dolichognatha tigrina Simon, 1893 (Índies Occidentals, Amèrica)
- Dolichognatha umbrophila Tanikawa, 1991 (Taiwan, Okinawa)

### Doryonychus
Doryonychus Simon, 1900
- Doryonychus raptor Simon, 1900 (Hawaii)

### Dyschiriognatha
Dyschiriognatha Simon, 1893
- Dyschiriognatha argyrostilba (O. P.-Cambridge, 1876) (Camerun fins a Egipte, Santa Helena, Seychelles)
- Dyschiriognatha bedoti Simon, 1893 (Borneo)
- Dyschiriognatha dentata Zhu & Wen, 1978 (Bangladesh fins a la Xina, Japó, Filipines)
- Dyschiriognatha lobata Vellard, 1926 (Brasil)
- Dyschiriognatha montana Simon, 1897 (Veneçuela, Saint Vincent)
- Dyschiriognatha oceanica Berland, 1929 (Samoa)
- Dyschiriognatha tangi Zhu, Song & Zhang, 2003 (Xina)
- Dyschiriognatha upoluensis Marples, 1955 (Samoa, Niue, Aitutaki)

## E

### Eryciniolia
Eryciniolia Strand, 1912
- Eryciniolia purpurapunctata (Urquhart, 1889) (Nova Zelanda)

## G

### Glenognatha
Glenognatha Simon, 1887
- Glenognatha argenteoguttata (Berland, 1935) (Illes Marqueses)
- Glenognatha australis (Keyserling, 1883) (Perú)
- Glenognatha caporiaccoi Platnick, 1993 (Guyana)
- Glenognatha centralis Chamberlin, 1925 (Panamà)
- Glenognatha chamberlini (Berland, 1942) (Illes Australs)
- Glenognatha emertoni Simon, 1887 (EUA)
- Glenognatha foxi (McCook, 1894) (Canadà fins a Panamà)
- Glenognatha gaujoni Simon, 1895 (Ecuador)
- Glenognatha gloriae (Petrunkevitch, 1930) (Puerto Rico)
- Glenognatha heleios Hormiga, 1990 (EUA)
- Glenognatha hirsutissima (Berland, 1935) (Illes Marqueses)
- Glenognatha iviei Levi, 1980 (EUA)
- Glenognatha lacteovittata (Mello-Leitão, 1944) (Argentina)
- Glenognatha maelfaiti Baert, 1987 (Illes Galápagos)
- Glenognatha minuta Banks, 1898 (Mèxic)
- Glenognatha mira Bryant, 1945 (Hispaniola)
- Glenognatha nigromaculata (Berland, 1933) (Illes Marqueses)
- Glenognatha phalangiops (Berland, 1942) (Illes Australs)
- Glenognatha smilodon Bosmans & Bosselaers, 1994 (Camerun)
- Glenognatha spherella Chamberlin & Ivie, 1936 (Mèxic)

### Guizygiella
Guizygiella Zhu, Kim & Song, 1997
- Guizygiella guangxiensis (Zhu & Zhang, 1993) (Xina)
- Guizygiella melanocrania (Thorell, 1887) (Índia fins a la Xina)
- Guizygiella nadleri (Heimer, 1984) (Xina, Vietnam)
- Guizygiella salta (Yin & Gong, 1996) (Xina)

## H

### Hispanognatha
Hispanognatha Bryant, 1945
- Hispanognatha guttata Bryant, 1945 (Hispaniola)

### Homalometa
Homalometa Simon, 1897
- Homalometa chiriqui Levi, 1986 (Costa Rica, Panamà)
- Homalometa nigritarsis Simon, 1897 (Antilles Petites, Mèxic, Panamà)
- Homalometa nossa Levi, 1986 (Brasil)

## L

### Leucauge
Leucauge White, 1841
- Leucauge abbajae Strand, 1907 (Etiòpia)
- Leucauge abyssinica Strand, 1907 (Etiòpia)
- Leucauge acuminata (O. P.-Cambridge, 1889) (Amèrica Central)
- Leucauge albomaculata (Thorell, 1899) (Camerun)
- Leucauge amanica Strand, 1907 (Àfrica Oriental)
- Leucauge analis (Thorell, 1899) (Camerun, Equatorial Guinea)
- Leucauge annulipedella Strand, 1911 (Illes Kei)
- Leucauge apicata (Thorell, 1899) (Camerun)
- Leucauge arbitrariana Strand, 1913 (Illes Bismarck)
- Leucauge argentata (O. P.-Cambridge, 1869) (Índia, Sri Lanka, Nova Guinea)
  - Leucauge argentata marginata Kulczyn'ski, 1911 (Nova Guinea)
- Leucauge argentea (Keyserling, 1865) (Mèxic, Colòmbia)
- Leucauge argenteanigra (Karsch, 1884) (São Tomé)
- Leucauge argentina (Hasselt, 1882) (Singapur, Sumatra, Filipines, Taiwan)
  - Leucauge argentina nigriceps Thorell, 1890 (Malàisia)
- Leucauge argyra (Walckenaer, 1842) (EUA fins a Brasil)
- Leucauge argyrescens Benoit, 1978 (Illes Comoro, Seychelles)
- Leucauge argyroaffinis Soares & Camargo, 1948 (Brasil)
- Leucauge argyrobapta (White, 1841) (Brasil)
- Leucauge atrostricta Badcock, 1932 (Paraguai)
- Leucauge aurocincta (Thorell, 1877) (Sulawesi, Amboina)
- Leucauge auronotum Strand, 1907 (Sud-àfrica)
- Leucauge aurostriata (O. P.-Cambridge, 1897) (Mèxic, Panamà)
- Leucauge badiensis Roewer, 1961 (Senegal)
- Leucauge beata (Pocock, 1901) (Índia)
- Leucauge bengalensis Gravely, 1921 (Índia)
- Leucauge bimaculata Zhu, Song & Zhang, 2003 (Xina)
- Leucauge bituberculata Baert, 1987 (Illes Galápagos)
- Leucauge blanda (L. Koch, 1878) (Rússia, Xina, Corea, Taiwan, Japó)
- Leucauge bontoc Barrion & Litsinger, 1995 (Filipines)
- Leucauge branicki (Taczanowski, 1874) (Guyana)
- Leucauge brevitibialis Tullgren, 1910 (Àfrica Oriental)
- Leucauge cabindae (Brito Capello, 1866) (Àfrica Occidental)
- Leucauge camelina Caporiacco, 1940 (Etiòpia)
- Leucauge camerunensis Strand, 1907 (Camerun)
- Leucauge capelloi Simon, 1903 (Equatorial Guinea)
- Leucauge caucaensis Strand, 1908 (Colòmbia)
- Leucauge caudata Hogg, 1914 (Nova Guinea)
- Leucauge celebesiana (Walckenaer, 1842) (Índia fins a la Xina, Japó, Sulawesi, Nova Guinea)
- Leucauge clarki Locket, 1968 (Angola)
- Leucauge comorensis Schmidt & Krause, 1993 (Illes Comoro)
- Leucauge conifera Hogg, 1919 (Sumatra)
- Leucauge cordivittata Strand, 1911 (Illes Kei)
- Leucauge crucinota (Bösenberg & Strand, 1906) (Xina, Japó)
- Leucauge curta (O. P.-Cambridge, 1889) (Panamà)
- Leucauge decorata (Blackwall, 1864) (Paleotropical)
  - Leucauge decorata nigricauda Schenkel, 1944 (Timor)
- Leucauge digna (O. P.-Cambridge, 1869) (Santa Helena)
- Leucauge ditissima (Thorell, 1887) (Sri Lanka, Myanmar)
- Leucauge dorsotuberculata Tikader, 1982 (Índia)
- Leucauge dromedaria (Thorell, 1881) (Austràlia, Nova Zelanda)
- Leucauge emertoni (Thorell, 1890) (Illes Nias)
- Leucauge eua Strand, 1911 (Tonga)
- Leucauge fagei Caporiacco, 1954 (Guaiana Francesa)
- Leucauge fasciiventris Kulczyn'ski, 1911 (Nova Guinea)
- Leucauge festiva (Blackwall, 1866) (Àfrica)
- Leucauge fibulata (Thorell, 1892) (Singapur, Sumatra)
- Leucauge fishoekensis Strand, 1909 (Sud-àfrica)
- Leucauge formosa (Blackwall, 1863) (Brasil)
  - Leucauge formosa pozonae Schenkel, 1953 (Veneçuela)
- Leucauge fragilis (O. P.-Cambridge, 1889) (Guatemala, Costa Rica)
- Leucauge frequens Tullgren, 1910 (Àfrica Oriental)
- Leucauge funebris Mello-Leitão, 1930 (Brasil)
- Leucauge gemminipunctata Chamberlin & Ivie, 1936 (Panamà)
- Leucauge granulata (Walckenaer, 1842) (Illes Sunda fins a Austràlia)
  - Leucauge granulata rimitara Strand, 1911 (Illes Kei)
- Leucauge hasselti (Thorell, 1890) (Sumatra)
- Leucauge hebridisiana Berland, 1938 (Noves Hèbrides)
- Leucauge henryi Mello-Leitão, 1940 (Brasil)
- Leucauge idonea (O. P.-Cambridge, 1889) (Guatemala fins a Brasil)
- Leucauge ilatele Marples, 1955 (Samoa)
- Leucauge insularis (Keyserling, 1865) (Illa Lord Howe, Samoa)
- Leucauge iraray Barrion & Litsinger, 1995 (Filipines)
- Leucauge isabela Roewer, 1942 (Bioko)
- Leucauge japonica (Thorell, 1881) (Japó)
- Leucauge kibonotensis Tullgren, 1910 (Àfrica Oriental)
- Leucauge lamperti Strand, 1907 (Sri Lanka)
- Leucauge lechei Strand, 1908 (Madagascar)
- Leucauge lehmannella Strand, 1908 (Colòmbia)
- Leucauge leprosa (Thorell, 1895) (Myanmar)
- Leucauge levanderi (Kulczyn'ski, 1901) (Etiòpia, Congo, Sud-àfrica)
- Leucauge linyphia Simon, 1903 (Equatorial Guinea)
- Leucauge liui Zhu, Song & Zhang, 2003 (Xina)
- Leucauge loltuna Chamberlin & Ivie, 1938 (Mèxic)
- Leucauge lombokiana Strand, 1913 (Lombok, Banda)
- Leucauge longimana (Keyserling, 1881) (Perú)
- Leucauge longipes F. O. P.-Cambridge, 1903 (Mèxic)
- Leucauge longula (Thorell, 1878) (Myanmar, Sumatra fins a Nova Guinea)
- Leucauge lugens (O. P.-Cambridge, 1896) (Mèxic, Panamà)
- Leucauge macrochoera (Thorell, 1895) (Myanmar, Sumatra)
  - Leucauge macrochoera tenasserimensis (Thorell, 1895) (Myanmar)
- Leucauge magnifica Yaginuma, 1954 (Xina, Corea, Taiwan, Japó)
- Leucauge mahabascapea Barrion & Litsinger, 1995 (Filipines)
- Leucauge mahurica Strand, 1913 (Illes Bismarck)
- Leucauge malkini Chrysanthus, 1975 (Illes Solomon)
- Leucauge mammilla Zhu, Song & Zhang, 2003 (Xina)
- Leucauge mandibulata F. O. P.-Cambridge, 1903 (Mèxic, Panamà)
- Leucauge margaritata (Thorell, 1899) (Camerun)
- Leucauge mariana (Taczanowski, 1881) (Costa Rica, Perú)
- Leucauge medjensis Lessert, 1930 (Congo)
- Leucauge mendanai Berland, 1933 (Illes Marqueses)
- Leucauge meruensis Tullgren, 1910 (Àfrica Oriental)
  - Leucauge meruensis karagonis Strand, 1913 (Àfrica Oriental)
- Leucauge mesomelas (O. P.-Cambridge, 1894) (Mèxic)
- Leucauge moerens (O. P.-Cambridge, 1896) (Mèxic, Amèrica Central, Puerto Rico)
- Leucauge moheliensis Schmidt & Krause, 1993 (Illes Comoro)
- Leucauge nanshan Zhu, Song & Zhang, 2003 (Xina)
- Leucauge nicobarica (Thorell, 1891) (Illes Nicobar)
- Leucauge nigricauda Simon, 1903 (Guinea-Bissau, Equatorial Guinea)
- Leucauge nigrocincta Simon, 1903 (Àfrica Occidental, São Tomé, Bioko, Príncipe)
- Leucauge nigrotarsalis (Doleschall, 1859) (Amboina)
- Leucauge nitella Zhu, Song & Zhang, 2003 (Xina)
- Leucauge obscurella Strand, 1913 (Central Àfrica)
- Leucauge ocellata (Keyserling, 1864) (Colòmbia)
- Leucauge opiparis Simon, 1907 (São Tomé, Príncipe)
- Leucauge papuana Kulczyn'ski, 1911 (Nova Guinea)
- Leucauge parangscipinia Barrion & Litsinger, 1995 (Filipines)
- Leucauge pinarensis (Franganillo, 1930) (Cuba)
- Leucauge polita (Keyserling, 1893) (Guatemala)
- Leucauge pondae Tikader, 1970 (Índia)
- Leucauge popayanensis Strand, 1908 (Colòmbia)
- Leucauge prodiga (L. Koch, 1872) (Samoa)
- Leucauge profundifoveata Strand, 1906 (Àfrica Oriental)
- Leucauge pulcherrima (Keyserling, 1865) (Colòmbia, Guaiana Francesa)
  - Leucauge pulcherrima ochrerufa (Franganillo, 1930) (Cuba)
- Leucauge pusilla (Thorell, 1878) (Amboina, Illes Andaman)
- Leucauge quadrifasciata (Thorell, 1890) (Illes Nias, Malàisia)
- Leucauge quadripenicillata (Hasselt, 1893) (Sumatra)
- Leucauge regnyi (Simon, 1897) (Índies Occidentals)
- Leucauge reimoseri Strand, 1936 (Central Àfrica)
- Leucauge roseosignata Mello-Leitão, 1943 (Brasil)
- Leucauge rubripleura (Mello-Leitão, 1947) (Brasil)
- Leucauge rubrotrivittata Simon, 1906 (Índia)
- Leucauge ruwenzorensis Strand, 1913 (Central Àfrica)
- Leucauge saphes Chamberlin & Ivie, 1936 (Panamà)
- Leucauge scalaris (Thorell, 1890) (Sumatra)
- Leucauge semiventris Strand, 1908 (Colòmbia)
- Leucauge senegalensis Roewer, 1961 (Senegal)
- Leucauge severa (Keyserling, 1893) (Brasil)
- Leucauge signiventris Strand, 1913 (Central Àfrica)
- Leucauge simplex F. O. P.-Cambridge, 1903 (Mèxic)
- Leucauge soeensis Schenkel, 1944 (Timor)
- Leucauge speciosissima (Keyserling, 1881) (Perú)
- Leucauge spiculosa Bryant, 1940 (Cuba)
- Leucauge splendens (Blackwall, 1863) (Brasil)
- Leucauge stictopyga (Thorell, 1890) (Sumatra)
- Leucauge striatipes (Bradley, 1876) (Austràlia)
- Leucauge subadulta Strand, 1906 (Japó)
- Leucauge subgemmea Bösenberg & Strand, 1906 (Rússia, Xina, Corea, Japó)
- Leucauge subtessellata Zhu, Song & Zhang, 2003 (Xina)
- Leucauge superba (Thorell, 1890) (Illes Nias, Sumatra)
- Leucauge synthetica Chamberlin & Ivie, 1936 (Panamà)
- Leucauge taczanowskii (Marx, 1893) (Guaiana Francesa)
- Leucauge tanikawai Zhu, Song & Zhang, 2003 (Xina)
- Leucauge tellervo Strand, 1913 (Central Àfrica)
- Leucauge tessellata (Thorell, 1887) (Índia fins a la Xina, Taiwan, Moluques)
- Leucauge tetragnathella Strand, 1907 (Madagascar)
- Leucauge thomeensis Kraus, 1960 (São Tomé)
- Leucauge tredecimguttata (Simon, 1877) (Filipines)
- Leucauge tristicta (Thorell, 1891) (Illes Nicobar)
- Leucauge tuberculata Wang, 1991 (Xina)
- Leucauge tupaqamaru Archer, 1971 (Perú)
- Leucauge turbida (Keyserling, 1893) (Brasil)
- Leucauge uberta (Keyserling, 1893) (Brasil)
- Leucauge undulata (Vinson, 1863) (Etiòpia, Àfrica Oriental, Madagascar, Rodríguez)
- Leucauge ungulata (Karsch, 1879) (Oest, Àfrica Oriental, Bioko, São Tomé)
- Leucauge venusta (Walckenaer, 1842) (Canadà fins a Panamà)
- Leucauge venustella Strand, 1916 (Hispaniola)
- Leucauge vibrabunda (Simon, 1896) (Java)
- Leucauge virginis (Strand, 1911) (Illes Aru)
- Leucauge viridecolorata Strand, 1916 (Jamaica)
- Leucauge volupis (Keyserling, 1893) (Brasil, Paraguai)
- Leucauge wangi Zhu, Song & Zhang, 2003 (Xina)
- Leucauge wokamara Strand, 1911 (Illes Aru)
- Leucauge wulingensis Song & Zhu, 1992 (Xina)
- Leucauge xiaoen Zhu, Song & Zhang, 2003 (Xina)
- Leucauge xiuying Zhu, Song & Zhang, 2003 (Xina)
- Leucauge zizhong Zhu, Song & Zhang, 2003 (Xina)

## M

### Mecynometa
Mecynometa Simon, 1894
- Mecynometa argyrosticta Simon, 1907 (Àfrica Occidental, Congo)
- Mecynometa caudacuta (Taczanowski, 1873) (Perú, Guyana)
- Mecynometa caudata Mello-Leitão, 1944 (Brasil)
- Mecynometa flabilis (Keyserling, 1893) (Brasil)
- Mecynometa gemmata Simon, 1895 (Veneçuela)
- Mecynometa gibbosa Schmidt & Krause, 1993 (Illes Comoro)
- Mecynometa globosa (O. P.-Cambridge, 1889) (Guatemala fins a Panamà)
- Mecynometa melanoleuca Mello-Leitão, 1944 (Brasil)
- Mecynometa montivaga Archer, 1958 (Jamaica)
- Mecynometa paranensis (Mello-Leitão, 1937) (Brasil)
- Mecynometa scintillans Simon, 1895 (Brasil)
- Mecynometa torrei Archer, 1958 (Cuba)
- Mecynometa trilineata Mello-Leitão, 1940 (Brasil)

### Menosira
Menosira Chikuni, 1955
- Menosira ornata Chikuni, 1955 (Xina, Corea, Japó)

### Mesida
Mesida Kulczyn'ski, 1911
- Mesida argentiopunctata (Rainbow, 1916) (Queensland)
- Mesida gemmea (Hasselt, 1882) (Myanmar fins a Java, Taiwan)
- Mesida grayi Chrysanthus, 1975 (Nova Guinea)
- Mesida humilis Kulczyn'ski, 1911 (Nova Guinea)
- Mesida matinika Barrion & Litsinger, 1995 (Filipines)
- Mesida mindiptanensis Chrysanthus, 1975 (Nova Guinea)
- Mesida pumila (Thorell, 1877) (Sumatra fins a Nova Guinea)
- Mesida realensis Barrion & Litsinger, 1995 (Filipines)
- Mesida thorelli (Blackwall, 1877) (Seychelles)
  - Mesida thorelli mauritiana (Simon, 1898) (Maurici)
- Mesida wilsoni Chrysanthus, 1975 (Nova Guinea, Illes Bismarck)
- Mesida yangbi Zhu, Song & Zhang, 2003 (Xina)
- Mesida yini Zhu, Song & Zhang, 2003 (Xina)

### Meta
Meta C. L. Koch, 1836
- Meta abdomenalis Patel & Reddy, 1993 (Índia)
- Meta aerea Hogg, 1896 (Territori del Nord)
- Meta aurora Simon, 1901 (Argentina)
- Meta barreti Kulczyn'ski, 1899 (Madeira)
- Meta baywanga Barrion & Litsinger, 1995 (Filipines)
- Meta birmanica Thorell, 1898 (Myanmar)
- Meta bourneti Simon, 1922 (Europa fins a Geòrgia, Àfrica del Nord)
- Meta dolloff Levi, 1980 (EUA)
- Meta gertschi Lessert, 1938 (Congo)
- Meta japonica Tanikawa, 1993 (Japó)
- Meta longipalpis Pavesi, 1883 (Etiòpia)
- Meta maculata (Blackwall, 1865) (Illes Cap Verd)
- Meta manchurica Marusik & Koponen, 1992 (Rússia, Corea)
- Meta melanicruciata Saito, 1939 (Japó)
- Meta menardi (Latreille, 1804) (Europa fins a Corea)
- Meta merianopsis Tullgren, 1910 (Àfrica Oriental)
- Meta meruensis Tullgren, 1910 (Àfrica Oriental)
- Meta milleri Kratochvíl, 1942 (Croàcia)
- Meta minima Denis, 1953 (Illes Canàries)
- Meta mixta O. P.-Cambridge, 1885 (Yarkand)
- Meta monogrammata Butler, 1876 (Queensland)
- Meta montana Hogg, 1919 (Sumatra)
- Meta nebulosa Schenkel, 1936 (Xina)
- Meta nigra Franganillo, 1920 (Portugal)
- Meta nigridorsalis Tanikawa, 1994 (Xina, Japó)
- Meta obscura Kulczyn'ski, 1899 (Illes Canàries, Madeira)
- Meta ovalis (Gertsch, 1933) (EUA, Canadà)
- Meta patagiata Simon, 1901 (Argentina)
- Meta qianshanensis Zhu & Zhu, 1983 (Xina)
- Meta reticuloides Yaginuma, 1958 (Corea, Japó)
- Meta rufolineata (Urquhart, 1889) (Nova Zelanda)
- Meta serrana Franganillo, 1930 (Cuba)
- Meta shenae Zhu, Song & Zhang, 2003 (Xina)
- Meta simlaensis Tikader, 1982 (Índia)
- Meta stridulans Wunderlich, 1987 (Madeira)
- Meta tiniktirika Barrion & Litsinger, 1995 (Filipines)
- Meta trivittata Keyserling, 1887 (Nova Gal·les del Sud, Victòria)
- Meta turbatrix Keyserling, 1887 (Nova Gal·les del Sud)
- Meta vacillans Butler, 1876 (Rodríguez)
- Meta villiersi Denis, 1955 (Guinea)

### Metabus
Metabus O. P.-Cambridge, 1899
- Metabus Xilensis (Tullgren, 1902) (Xile)
- Metabus cordillera (Tullgren, 1902) (Xile)
- Metabus eXinatus (Tullgren, 1902) (Xile)
- Metabus fuegianus (Simon, 1902) (Xile)
- Metabus gravidus O. P.-Cambridge, 1899 (Guatemala fins a Panamà)
- Metabus longipes (Nicolet, 1849) (Xile)
- Metabus nigrohumeralis (F. O. P.-Cambridge, 1889) (Illa Juan Fernandez)
- Metabus porteri (Simon, 1900) (Xile)
- Metabus tortus (Tullgren, 1902) (Xile)

### Metargyra
Metargyra F. O. P.-Cambridge, 1903
- Metargyra debilis (O. P.-Cambridge, 1889) (Mèxic, Amèrica Central)

### Metellina
Metellina Chamberlin & Ivie, 1941
- Metellina curtisi (McCook, 1894) (Amèrica del Nord)
- Metellina kirgisica (Bakhvàlov, 1974) (Àsia central)
- Metellina mengei (Blackwall, 1870) (Europa fins a Geòrgia)
- Metellina merianae (Scopoli, 1763) (Europa fins a Geòrgia)
  - Metellina merianae celata (Blackwall, 1841) (Europa)
- Metellina mimetoides Chamberlin & Ivie, 1941 (Amèrica del Nord)
- Metellina orientalis (Spassky, 1932) (Àsia central)
- Metellina segmentata (Clerck, 1757) (Paleàrtic (Canadà, introduïda))

### Metleucauge
Metleucauge Levi, 1980
- Metleucauge chikunii Tanikawa, 1992 (Corea, Taiwan, Japó)
- Metleucauge davidi (Schenkel, 1963) (Xina, Taiwan)
- Metleucauge dentipalpis (Kroneberg, 1875) (Àsia central)
- Metleucauge eldorado Levi, 1980 (EUA)
- Metleucauge kompirensis (Bösenberg & Strand, 1906) (Rússia, Xina, Corea, Taiwan, Japó)
- Metleucauge yaginumai Tanikawa, 1992 (Japó)
- Metleucauge yunohamensis (Bösenberg & Strand, 1906) (Rússia, Xina, Corea, Taiwan, Japó)

### Mimicosa
Mimicosa Petrunkevitch, 1925
- Mimicosa spinosa Petrunkevitch, 1925 (Panamà)

### Mitoscelis
Mitoscelis Thorell, 1890
- Mitoscelis aculeata Thorell, 1890 (Java)

## N

### Nanningia
Nanningia Zhu, Kim & Song, 1997
- Nanningia zhangi Zhu, Kim & Song, 1997 (Xina)

### Nanometa
Nanometa Simon, 1908
- Nanometa gentilis Simon, 1908 (Oest d'Austràlia)

### Neoprolochus
Neoprolochus Reimoser, 1927
- Neoprolochus jacobsoni Reimoser, 1927 (Sumatra)